# Vladimir Kazancev
Vladimir Dmitrievič Kazancev (in russo Владимир Дмитриевич Казанцев?; 6 gennaio 1923 – Mosca, 22 novembre 2007) è stato un siepista sovietico.

## Palmarès

### Olimpiadi
- Argento a Helsinki 1952 nei 3000 metri siepi.